# Saint-Amand-sur-Fion
Saint-Amand-sur-Fion – miejscowość i gmina we Francji, w regionie Grand Est, w departamencie Marna.
Według danych na rok 1990 gminę zamieszkiwały 762 osoby, a gęstość zaludnienia wynosiła 27 osób/km².